# Grand National Films
Pour les articles homonymes, voir Grand National.
La Grand National Films, Inc plus couramment appelée Grand National Pictures est une ancienne société de production cinématographique américaine fondée à Los Angeles par Edward L. Alperson (en) et George A. Hirliman. Elle fonctionna de 1936 à 1939, année de sa faillite, les locaux furent rachetés par Producers Releasing Corporation et le catalogue par Astor Pictures (en).